# Battaglia di Kalavrye
La battaglia di Kalavrye (anche Kalavryai o Kalavryta) fu combattuta nel 1078 tra le forze imperiali bizantine del generale (e futuro imperatore) Alessio I Comneno e il ribelle governatore di Durazzo, Niceforo Briennio il Vecchio. Briennio, ribellatosi all'imperatore Michele VII Ducas (1071-1078), aveva conquistato la fedeltà dei reggimenti regolari dell'esercito bizantino nei Balcani. Nonostante Ducas fosse poi stato detronizzato da Niceforo III Botaniate (1078-1081), Briennio continuò la sua rivolta, arrivando a minacciare Costantinopoli. Dopo una serie di negoziati falliti, il nuovo imperatore diede al giovane generale Alessio Comneno l'ordine di affrontarlo con tutte le forze che riuscì a radunare.
I due eserciti si scontrarono a Kalavrye sul fiume Halmyros in quella che oggi è la Turchia europea. Alessio Comneno, il cui esercito era considerevolmente più piccolo e molto meno esperto, tentò di tendere un'imboscata all'esercito di Briennio. L'imboscata fallì e le ali del suo stesso esercito furono respinte indietro dai ribelli. Alessio riuscì a malapena a sfondare le linee nemiche con il suo seguito personale, e fu in grado di radunare i suoi uomini dispersi. Allo stesso tempo, nonostante avesse di fatto in una posizione di vantaggio, l'esercito di Briennio si disordinò dopo che i peceneghi, suoi stessi alleati, attaccarono il suo accampamento. Rinforzato da mercenari turchi, Alessio attirò le truppe di Briennio in un'altra imboscata grazie a una finta ritirata. L'esercito dei ribelli fu quindi sconfitto e Briennio fu catturato.
La battaglia è nota attraverso due resoconti dettagliati, l'Alessiade di Anna Comnena, e Materiali per una Storia di suo marito Niceforo Briennio il Giovane, su cui il resoconto stesso di Anna si basa in larga parte. È una delle poche battaglie bizantine descritte in dettaglio, e quindi una preziosa fonte per studiare le tattiche dell'esercito bizantino della fine dell'XI secolo.

## Contesto

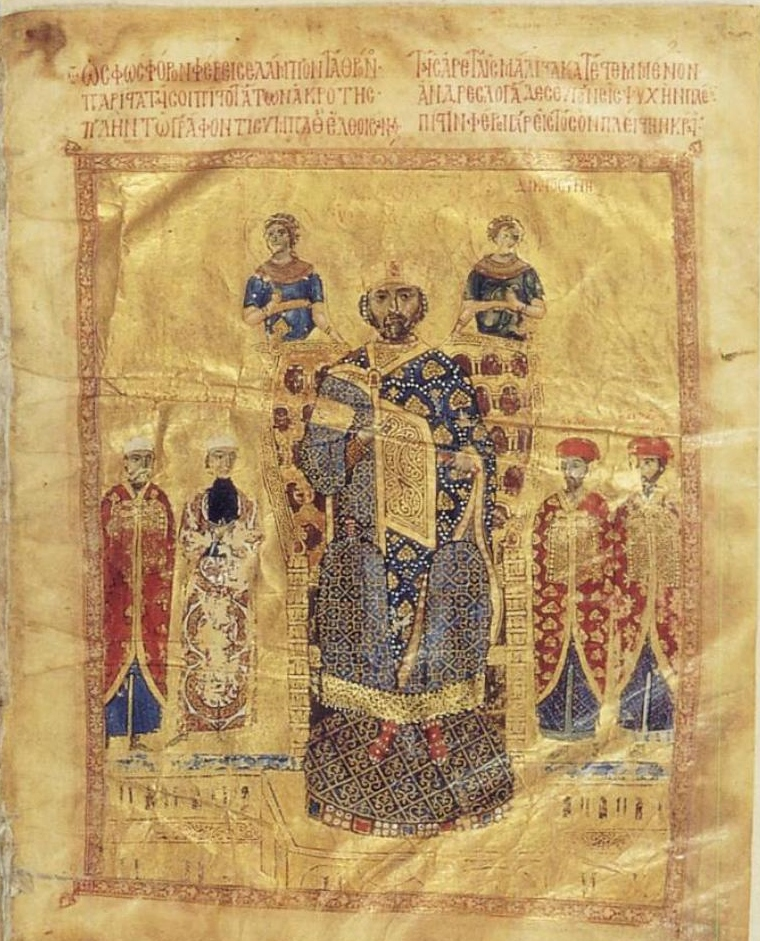
Miniatura dell'imperatore Niceforo III Botaniate tra i suoi alti ufficiali di corte

Dopo la sconfitta nella battaglia di Manzicerta nel 1071 contro i turchi selgiuchidi e il rovesciamento di Romano IV Diogene (1068-1071), l'impero bizantino conobbe un decennio di disordini interni e ribellioni quasi continui. La guerra costante impoveriva gli eserciti dell'Impero, devastò l'Asia Minore e la lasciò indifesa contro la crescente invasione dei Turchi. Nei Balcani, le invasioni dei Peceneghi e dei Cumani avevano devastato la Bulgaria e i principi serbi avevano rifiutato di rinnovare la loro fedeltà all'Impero.
Il governo di Michele VII Ducas (1071-1078) non riuscì ad affrontare la situazione in modo efficace e perse rapidamente il sostegno tra l'aristocrazia militare. Alla fine del 1077, due dei principali generali dell'Impero, Niceforo Briennio il Vecchio, il dux di Dyrrachion (Durazzo) nei Balcani occidentali, e Niceforo Botaniate, lo stratego dell'Anatolikon nell'Asia Minore centrale, furono proclamati imperatori dalle loro truppe. Briennio partì da Durazzo verso la capitale imperiale Costantinopoli, ottenendo lungo la strada un ampio sostegno e la lealtà della maggior parte dell'esercito campale imperiale dei Balcani. All'inizio preferì negoziare, ma le sue offerte furono respinte da Michele VII. Briennio quindi mandò suo fratello Giovanni ad assediare Costantinopoli. Incapaci di superare le fortificazioni della città, le forze ribelli si ritirarono presto. Questo fallimento indusse i nobili della capitale a rivolgersi invece a Botaniate: nel marzo 1078 Michele VII fu costretto ad abdicare e ritirarsi come monaco, e Niceforo Botaniate fu accettato in città come imperatore.
All'inizio, Botaniate non aveva truppe sufficienti per opporsi a Briennio, che nel frattempo aveva consolidato il suo controllo sulla nativa Tracia, isolando di fatto la capitale dal restante territorio imperiale nei Balcani. Botaniate inviò un'ambasciata sotto il proedro Costantino Choirosphaktes, un diplomatico veterano, per condurre i negoziati con Briennio. Allo stesso tempo, nominò il giovane Alessio Comneno come suo domestikos tōn scholōn (comandante) e cercò aiuto dal sultano selgiuchide Suleyman, che inviò 2000 guerrieri e ne promise ancora di più. Nel suo messaggio a Briennio, l'anziano Botaniate (76 anni alla sua ascesa) gli offrì il grado di Cesare e la nomina di erede al trono. Briennio accettò in linea di principio, ma aggiunse alcune sue condizioni e rimandò gli ambasciatori a Costantinopoli per la conferma. Botaniate, che probabilmente aveva avviato negoziati solo per guadagnare tempo, respinse le condizioni di Briennio e ordinò ad Alessio Comneno di fare una campagna contro il ribelle.

## Preludio

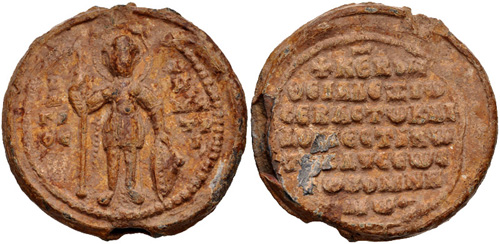
Sigillo di piombo di Alessio Comneno come "Grande Domestikos dell'Occidente"

Briennio si era accampato nella pianura di Kedoktos, sulla strada per Costantinopoli. Il suo esercito comprendeva 12000 uomini per lo più esperti dei reggimenti permanenti (tagmata) di Tessaglia, Macedonia e Tracia, nonché mercenari franchi e l'élite tagma dell'Hetaireia. Le forze di Alessio includevano 2000 arcieri a cavallo turchi, 2000 Chomatenoi dall'Asia Minore, poche centinaia di cavalieri franchi dall'Italia e il reggimento degli Immortali appena creato, che era stato creato dal primo ministro di Michele VII, Niceforitzes e doveva formare il nucleo di un nuovo esercito. Le stime della forza totale di Alessio variano da 5500-6500 (Haldon) a circa 8000-10000 (Birkenmeier), ma è chiaro che era in notevole svantaggio contro Briennio; non solo la sua forza era considerevolmente più piccola, ma anche molto meno esperta dei veterani di Briennio.
Le forze di Alessio partirono da Costantinopoli e si accamparono sulla riva del fiume Halmyros, un piccolo ruscello tra Herakleia (l'odierna Marmara Ereğlisi) e Selymbria (l'odierna Silivri), l'odierna Kalivri Dere, vicino al forte di Kalavrye (in greco Καλαβρύη?, l'odierna Yolçatı). Curiosamente, e contro la prassi consolidata, non fortificò il suo accampamento, forse per non affaticare o scoraggiare i suoi uomini con un'implicita ammissione di debolezza. Inviò quindi i suoi alleati turchi a esplorare l'indole, la forza e le intenzioni di Briennio. Le spie di Alessio svolsero facilmente i loro compiti, ma alla vigilia della battaglia alcuni furono catturati e anche Briennio fu informato della forza di Alessio.

## Battaglia

### Disposizioni iniziali e piani

Le disposizioni iniziali e la fase di apertura della battaglia, che mostrano l'imboscata fallita di Alessio

Briennio organizzò il suo esercito nelle tipiche tre divisioni, ciascuna in due linee, come prescritto dai manuali militari bizantini. L'ala destra, sotto il suo fratello Giovanni, era forte di 5 000 truppe e comprendeva i suoi mercenari franchi, cavalleria tessalica, la Hetaireia, e il reggimento Maniakatai (discendenti dei veterani della campagna di Giorgio Maniace in Sicilia e in Italia). La sua ala sinistra, 3000 uomini della Tracia e della Macedonia, fu posta sotto Catacalo Tarcaniota, e il centro, guidato dallo stesso Briennio, comprendeva 3000-4000 uomini della Tessaglia, della Tracia e della Macedonia. Inoltre, ancora secondo la classica dottrina, appostò alla sua estrema sinistra, precisamente a circa mezzo chilometro ("due stadi ") dalla forza principale, un distaccamento (hyperkerastai) di peceneghi.
Alessio schierò il suo esercito in attesa vicino all'accampamento di Briennio e lo divise in due comandi. Il sinistro, destinato ad affrontare la più forte divisione di Briennio, era comandato da lui stesso e conteneva i cavalieri franchi a destra e gli immortali a sinistra. Il comando di destra, sotto Costantino Catacalo, comprendeva i Chomatenoi e i turchi. A questi ultimi, secondo l'Alessiade, fu affidato il ruolo di guardia di fianco (plagiophylakes) e l'incarico di osservare e contrastare i peceneghi. Al contrario, all'estrema sinistra Alessio formò il proprio distaccamento di fiancheggiamento (apparentemente tratto tra gli Immortali), nascosto alla vista del nemico all'interno di una conca. Data la sua inferiorità, Alessio fu costretto a rimanere sulla difensiva. La sua unica possibilità di successo stava nei suoi fiancheggiatori che, nascosti dal terreno accidentato, avrebbero potuto sorprendere e confondere gli uomini di Briennio a tal punto da permettere alla sua forte ala sinistra di sfondare le linee dei ribelli.

### L'esercito di Alessio crolla

La seconda fase della battaglia: il fianco destro di Alessio crolla e lui stesso riesce a malapena a sfuggire all'accerchiamento. I peceneghi di Briennio interrompono l'inseguimento e attaccano il loro stesso accampamento, gettando nella confusione le retrovie di Briennio.

Mentre le forze ribelli avanzavano verso la linea del suo nemico, i fiancheggiatori di Alessio tesero l'imboscata. Il loro attacco causò effettivamente una certa confusione iniziale, ma Briennio (o, secondo l'Alessiade, suo fratello Giovanni, che comandava l'ala destra) radunò i suoi uomini e guidò la seconda linea. Questo contrattacco ruppe la linea dei fiancheggiatori di Alessio; mentre si ritiravano in preda al panico, caddero sugli Immortali, che anch'essi furono presi dal panico e fuggirono, abbandonando i loro posti. Sebbene abbiano subito alcune perdite dagli uomini inseguitori di Briennio, la maggior parte è riuscita a fuggire bene nella parte posteriore dell'esercito di Alessio.
Alessio, che stava combattendo con il suo seguito a fianco dei Franchi, non si rese subito conto che la sua ala sinistra era crollata. Nel frattempo, sulla sua ala destra, i Chomatenoi, impegnati con gli uomini di Tarcaniota, furono aggirati e attaccati nelle retrovie dai peceneghi, che in qualche modo erano sfuggiti alle guardie turche di Alessio. Anche i Chomatenoi si divisero e fuggirono, e il destino di Alessio sembrava segnato. A questo punto i peceneghi non riuscirono a sfruttare il loro successo, e invece tornarono indietro per saccheggiare il campo di Briennio. Dopo aver raccolto il bottino che potevano, lasciarono la battaglia e si diressero verso le loro case.
Nonostante l'abbandono dei peceneghi, la vittoria di Briennio sembrava certa, poiché le sue ali iniziarono ad avvolgere al centro i Franchi di Alessio. Rendendosi conto della sua posizione e disperato di fronte alla sconfitta (e, come ricorda Briennio il Giovane, perché aveva disobbedito agli ordini imperiali di attendere ulteriori rinforzi turchi e temeva la punizione di Botaniate), Alessio in un primo momento decise di tentare il tutto per tutto attaccando lo stesso Briennio al fine di decapitare l'esercito nemico, ma fu dissuaso dal suo servo. Con solo sei dei suoi uomini intorno a lui, riuscì quindi a sfondare i soldati nemici circostanti. Nella confusione delle linee ribelli, provocata dal voltagabbana dei peceneghi, Alessio vide il cavallo da parata imperiale di Briennio, con le sue due spade di stato, essere portato in salvo. Alessio e i suoi uomini caricarono la scorta, presero il cavallo e lo portarono via dal campo di battaglia.
Dopo aver raggiunto una collina retrostante la posizione originale del suo esercito, Alessio iniziò a raggruppare il suo esercito con le unità che si erano divise. Inviò messaggeri per radunare i suoi uomini dispersi con la notizia che Briennio era stato ucciso, mostrando il suo cavallo da parata come prova. Allo stesso tempo, i rinforzi turchi promessi iniziarono ad arrivare sul campo, sollevando il morale dei soldati imperiali. Per tutto il tempo, sul campo di battaglia, l'esercito di Briennio si era stretto intorno ai franchi di Alessio, che smontarono da cavallo e si offrirono di arrendersi. Nel processo l'esercito ribelle era diventato totalmente disordinato, con unità miste e le loro formazioni disordinate. Le riserve di Briennio erano state sconvolte dall'attacco dei peceneghi, mentre le sue prime linee erano rilassate, pensando che la battaglia fosse finita.

### Il contrattacco di Alessio

La fase finale della battaglia: Alessio raggruppa il suo esercito, attacca le forze di Briennio e le attira in una nuova imboscata. L'esercito ribelle crolla e lo stesso Briennio viene catturato.

Dopo aver riportato all'ordine le sue truppe sopravvissute e consapevole della confusione nelle forze di Briennio, Alessio decise di contrattaccare. Il nuovo piano che elaborò fece maggior uso delle particolari abilità dei suoi arcieri a cavallo turchi. Divise l'armata in tre comandi, e ne lasciò due nelle retrovie a tendere un'imboscata. Il terzo, formato dagli Immortali e dai Chomatenoi e guidato dallo stesso Alessio, non era disposto in una linea continua, bensì suddiviso in piccoli gruppi e mescolato con gruppi di arcieri a cavallo. Questo comando avrebbe avanzato e attaccato per poi fingere di ritirarsi al fine di attirare i ribelli nell'imboscata tesa dagli altri due comandi.
L'attacco di Alessio inizialmente colse alla sprovvista gli uomini di Briennio che però, essendo truppe veterane, si ripresero presto e cominciarono a respingerlo. Nella finta ritirata, le truppe di Alessio, e specialmente i turchi, impiegarono tattiche di schermaglia, attaccando la linea nemica e poi ritirandosi rapidamente, tenendo così a bada gli avversari e indebolendo la coerenza della loro linea. Alcuni degli uomini di Alessio scelsero di attaccare direttamente Briennio, che dovette difendersi da diversi attacchi.
Quando la battaglia giunse al luogo dell'imboscata, le ali di Alessio rimaste celate, paragonate nell'Alessiade a uno «sciame di vespe», attaccarono l'esercito ribelle ai fianchi scoccando frecce e gridando a gran voce, seminando panico e confusione tra gli uomini di Briennio. Nonostante i tentativi di Briennio e di suo fratello Giovanni di chiamarli a raccolta, i loro uomini ruppero le linee e fuggirono, e altre unità, che li seguivano, fecero lo stesso. I due fratelli tentarono di allestire una difesa di retroguardia, ma furono sopraffatti e catturati.

## Conseguenze
La battaglia segnò la fine della rivolta di Briennio, anche se il suo esercito fu radunato un'altra volta da Niceforo Basilace, che tentò di reclamare il trono per sé ma fu anch'egli sconfitto da Alessio Comneno. Dopo aver sedato la rivolta definitivamente, Alessio procedette all'espulsione dei peceneghi dalla Tracia. L'imperatore Botaniate ordinò l'accecamento per il maggiore Briennio ma successivamente ebbe pietà di lui e gli restituì i suoi titoli e le sue ricchezze. Dopo che lo stesso Alessio Comneno salì al trono nel 1081, Briennio fu ulteriormente onorato con alte dignità. Tenne anche il comando militare durante le campagne di Alessio contro i peceneghi e difese Adrianopoli da un attacco di ribelli nel 1095. Suo figlio o nipote, Niceforo Briennio il Giovane, era sposato con la figlia di Alessio, Anna Comnena. Divenne un importante generale del regno di Alessio, infine elevato al rango di Cesare, e uno storico.